# Francisco Ayala
Francisco Ayala García-Duarte (ur. 16 marca 1906 w Grenadzie, zm. 3 listopada 2009 w Madrycie) – hiszpański pisarz, krytyk i socjolog.

## Życiorys
Po wojnie domowej wyjechał do Ameryki Południowej, gdzie wykładał na kilku uczelniach literaturę i zagadnienia polityczne. Powrócił do Hiszpanii w latach 60. W Polsce ukazały się jego zbiór opowiadań Uzurpatorzy oraz powieść o tematyce politycznej Zdechnąć jak pies. Był także tłumaczem literatury niemieckiej, francuskiej, angielskiej, włoskiej, portugalskiej. Publikował eseje socjologiczne i polityczne.
Jego twórczość, osadzona we współczesności, cechowała się pesymizmem. Z uznaniem o książkach Ayali wypowiadał się m.in. Jorge Luis Borges.
Został uhonorowany szeregiem wyróżnień literackich, w tym Nagrodą Cervantesa w 1991. W 1983 został przyjęty w poczet członków Królewskiej Akademii Hiszpańskiej, otrzymał m.in. Narodową Nagrodę Literacką (1983), Nagrodę Księcia Asturii w dziedzinie literatury (1998) oraz doktoraty honoris causa uniwersytetów w Madrycie, Sewilli, Grenadzie i Tuluzie. Wielokrotnie był zgłaszany do literackiej nagrody Nobla. W 2006 został odznaczony Krzyżem Wielkim Orderu Izabeli Katolickiej.

## Twórczość

### Proza narracyjna
- Tragicomedia de un hombre sin espíritu (1925)
- Historia de un amanecer (1926)
- El boxeador y un ángel (1929)
- Cazador en el alba (1930)
- El hechizado (1944)
- Los usurpadores (1949) – wyd pol. Uzurpatorzy, Czytelnik 1975
- La cabeza del cordero (1949)
- Historia de macacos (1955)
- Muertes de perro (1958) – wyd pol. Zdechnąć jak pies, Wydawnictwo Literackie 1977
- El fondo del vaso (1962)
- El as de Bastos (1963)
- Mis mejores páginas (1965)
- El rapto (1965)
- Cuentos (1966)
- Obras narrativas completas. Glorioso triunfo del príncipe Arjuna (1969)
- Lloraste en el Generalife
- El jardín de las delicias (1971)
- El hechizado y otros cuentos (1972)
- De triunfos y penas (1982)
- El jardín de las malicias (1988)
- Relatos granadinos (1990)
- Recuerdos y olvidos 1 (1982) – pamiętniki
- Recuerdos y olvidos 2 (1983) – pamiętniki
- El regreso (1992)
- De mis pasos en la tierra (1996)
- Dulces recuerdos (1998)
- Un caballero granadino y otros relatos (1999)
- Cuentos imaginarios (1999)

### Eseje
- El derecho social en la Constitución de la República española (1932)
- El pensamiento vivo de Saavedra Fajardo (1941)
- El problema del liberalismo (1941)
- El problema del liberalismo (1942)
- Historia de la libertad (1943)
- Los políticos (1944)
- Histrionismo y representación (1944)
- Una doble experiencia política: España e Italia (1944)
- Ensayo sobre la libertad (1945)
- Jovellanos (1945)
- Ensayo sobre el catolicismo, el liberalismo y el socialismo (1949)
- La invención del Quijote (1950)
- Tratado de sociología (1947)
- Ensayos de sociología política (1951)
- Introducción a las ciencias sociales (1952)
- Derechos de la persona individual para una sociedad de masas (1953)
- Breve teoría de la traducción (1956)
- El escritor en la sociedad de masas (1956)
- La crisis actual de la enseñanza (1958)
- La integración social en América (1958)
- Tecnología y libertad (1959)
- Experiencia e invención (1960)
- Razón del mundo (1962)
- De este mundo y el otro (1963)
- Realidad y ensueño (1963)
- La evasión de los intelectuales (1963)
- Problemas de la traducción (1965)
- España a la fecha (1965)
- El cine, arte y espectáculo (1969)
- Reflexiones sobre la estructura narrativa (1970)
- El Lazarillo: reexaminado. Nuevo examen de algunos aspectos (1971)
- Los ensayos. Teoría y crítica literaria (1972)
- Confrontaciones (1972)
- Hoy ya es ayer (1972)
- Cervantes y Quevedo (1974)
- La novela: Galdós y Unamuno (1974)
- El escritor y su imagen (1975)
- El escritor y el cine (1975)
- Galdós en su tiempo (1978)
- El tiempo y yo. El jardín de las delicias (1978)
- Palabras y letras (1983)
- La estructura narrativa y otras experiencias literarias (1984)
- La retórica del periodismo y otras retóricas (1985)
- La imagen de España (1986)
- Mi cuarto a espaldas (1988)
- Las plumas del Fénix. Estudios de literatura española (1989)
- El escritor en su siglo (1990)
- Contra el poder y otros ensayos (1992)
- El tiempo y yo, o el mundo a la espalda (1992)
- En qué mundo vivimos (1996)
- Miradas sobre el presente: ensayos y sociología, 1940-1990